# Yuan Shang
En aquest nom xinès, el cognom és Yuan.
Yuan Shang (177–207), nom estilitzat Xianfu (顯甫), va ser un senyor de la guerra durant el període de la tardana Dinastia Han de la història xinesa. Va ser el tercer fill del senyor de la guerra Yuan Shao, i va succeir al seu pare. En la novel·la històrica del Romanç dels Tres Regnes de Luo Guanzhong, Yuan Shang va ser descrit com "fort però arrogant", i era el fill favorit del seu pare.